# Saccharodite obtusa
Saccharodite obtusa är en insektsart som beskrevs av Yang och Wu 1993. Saccharodite obtusa ingår i släktet Saccharodite och familjen Derbidae. Inga underarter finns listade i Catalogue of Life.